# Varvara Barysjeva
Varvara Borisovna Barysjeva (ryska: Варвара Борисовна Барышева), född den 24 mars 1977 i Moskva, Ryska SFSR, Sovjetunionen, är en rysk skridskoåkare.
Hon tog OS-brons i damernas lagtempo i samband med de olympiska skridskotävlingarna 2006 i Turin.